# Tratado sobre el espacio ultraterrestre

Mapa de Estados participantes:
Firmado y ratificado
Solo firmado

El Tratado sobre el espacio ultraterrestre o Tratado del espacio exterior, cuyo nombre completo es Tratado sobre los principios que deben regir las actividades de los Estados en la exploración y utilización del espacio ultraterrestre, incluso la Luna y otros cuerpos celestes, es un tratado que forma la base del Derecho internacional acerca del espacio. El tratado quedó abierto a su firma en Estados Unidos, el Reino Unido y la Unión Soviética el 27 de enero de 1967 y entró en vigor el 10 de octubre de 1967. Hasta mayo de 2025, 117 países ratificaron el tratado, mientras que 23 firmaron el acuerdo pero todavía no lo han ratificado.

## Puntos clave del tratado
El Tratado sobre el espacio ultraterrestre representa el marco jurídico básico del derecho internacional del espacio. Entre sus principios, prohíbe a los estados partes del tratado la colocación de armas nucleares u otras armas de destrucción masiva en la órbita de la Tierra, su instalación en la luna o cualquier otro cuerpo celeste,de otra estación en el espacio exterior. Se limita exclusivamente a la utilización de la luna y otros cuerpos celestes con fines pacíficos y prohíbe expresamente su uso para la realización de pruebas de armas de cualquier tipo, la realización de maniobras militares o el establecimiento de bases militares, instalaciones y fortificaciones (Art. IV).
El tratado prohíbe explícitamente a cualquier gobierno la reivindicación de recursos celestes como la luna o un planeta, ya que son patrimonio común de la humanidad. El Art. II del tratado establece, de hecho, que "el espacio ultraterrestre, incluso la Luna y otros cuerpos celestes, no podrá ser objeto de apropiación nacional por reivindicación de soberanía, uso u ocupación, ni de ninguna otra manera".

## Responsabilidad para las actividades espaciales
El artículo VI del tratado sobre el espacio ultraterrestre se refiere a la responsabilidad internacional, afirmando que "las actividades de las entidades no gubernamentales en el espacio ultraterrestre, incluso la Luna y otros cuerpos celestes, deberán ser autorizadas y fiscalizadas constantemente por el pertinente Estado Parte en el Tratado" y que los Estados Partes "serán responsables internacionalmente de las actividades nacionales que realicen en el espacio ultraterrestre [...] los organismos gubernamentales o las entidades no gubernamentales".
Tras los debates derivados del Proyecto West Ford (con lanzamientos en 1961, 1962 y 1963), se insertó una cláusula en el artículo IX: "Si un Estado Parte en el Tratado tiene motivos para creer que una actividad o un experimento en el espacio ultraterrestre, incluso la Luna y otros cuerpos celestes, proyectado por otro Estado Parte en el Tratado, crearía un obstáculo capaz de perjudicar las actividades de exploración y utilización del espacio ultraterrestre con fines pacíficos, incluso en la Luna y otros cuerpos celestes, podrá pedir que se celebren consultas sobre dicha actividad o experimento".

## Efecto del acuerdo
Otorga a los estados los medios necesarios para la resolución de conflictos en el espacio ultraterrestre; eso sí, se debe tener claro que es un tratado antiguo y que cuando entró en vigencia los adelantos científicos no eran los mismos de hoy día, sino muy inferiores.
El presente acuerdo rige las relaciones de los estados y los particulares con respecto a la exploración, utilización y explotación del espacio ultraterrestre, la luna y otros cuerpos celestes, convirtiéndose de esa manera en la base jurídica en cuanto a la exploración y utilización de dichos espacios.
Todos los estados firmantes quedan obligados al fiel cumplimiento de las normas establecidas en el tratado; por consiguiente los estados no podrán, entre otras cosas, apoderarse mediante reivindicación de soberanía, uso u ocupación del espacio ultraterrestre, la luna y otros cuerpos celestes. Este punto es quizás el más importante y controvertido del tratado. Además los estados firmantes se encuentran en igualdad de condiciones con respecto a la exploración y utilización del espacio ultraterrestre, la luna y otros cuerpos celestes, no obstante en el año 1996 la ONU emitió una resolución llamada "Declaración sobre la cooperación internacional en la exploración y utilización del espacio ultraterrestre en beneficio e interés de todos los Estados, teniendo especialmente en cuenta las necesidades de los países en desarrollo, aprobada el 13 de diciembre de 1996 (resolución 51/122 de la Asamblea General)" esta resolución amplía de alguna manera los concerniente a lo aprobado en el presente tratado, otorgando prerrogativas a los países desarrollados en detrimento de los que aún no alcanzan el desarrollo. Toda persona enviada al espacio se considera como enviado de la humanidad a efectos del presente tratado. El presente tratado motiva a la regularización de algunos aspectos esenciales como la creación de un registro de objetos lanzados al espacio. Uno de los efectos más importantes, es con respeto a la responsabilidad por daños causados por objetos lanzados al espacio ultraterrestre, la luna y otros cuerpos celestes, donde se atribuye todo un supuesto con ocasión a los daños.

## Estados participantes

### Lista de países que han firmado y ratificado
En sus inicios, el Tratado del Espacio Exterior fue firmado por EE. UU., Reino Unido y la Unión Soviética el 27 de enero de 1967, entrando en vigor el 10 de octubre de 1967. Desde entonces son 117 los países que forman parte del tratado mientras que existen otros 23 que lo han firmado pero no lo han ratificado.
Las fechas múltiples indican los diferentes días en los que los estados presentaron su firma o deposición según la localización, Londres (L), Moscú (M) o Washington (W). La fecha de deposición es aquella de depósito del instrumento de ratificación, es decir, una carta oficial sellada y firmada por la autoridad responsable del Estado, en la cual se explique la decisión tomada.
| Estado                       | Firmado                                                                     | Depositado                                                                           | Método         |
| ---------------------------- | --------------------------------------------------------------------------- | ------------------------------------------------------------------------------------ | -------------- |
| Afganistán                   | 27 de enero de 1967 (W) 30 de enero de 1967 (M)                             | 17 de marzo de 1988 (L, M) 21 de marzo de 1988 (W)                                   | Ratificación   |
| Argelia                      |                                                                             | 27 de enero de 1992 (W)                                                              | Consentimiento |
| Antigua y Barbuda            |                                                                             | 16 de noviembre de 1988 (W) 26 de diciembre de 1988 (M) 26 de enero de 1989 (L)      | Sucesión de    |
| Argentina                    | 27 de enero de 1967 (W) 18 de abril de 1967 (M)                             | 26 de marzo de 1969 (M, W)                                                           | Ratificación   |
| Australia                    | 27 de enero de 1967 (W)                                                     | 10 de octubre de 1967 (L, M, W)                                                      | Ratificación   |
| Austria                      | 20 de febrero de 1967 (L, M, W)                                             | 26 de febrero de 1968 (L, M, W)                                                      | Ratificación   |
| Azerbaijan                   |                                                                             | 9 de septiembre de 2015 (L)                                                          | Consentimiento |
| Bahamas                      |                                                                             | 11 de agosto de 1976 (L) 13 de agosto de 1976 (W) 30 de agosto de 1976 (M)           | Sucesión de    |
| Bangladesh                   |                                                                             | 14 de enero de 1986 (L) 17 de enero de 1986 (W) 24 de enero de 1986 (M)              | Consentimiento |
| Barbados                     |                                                                             | 12 de septiembre de 1968 (W)                                                         | Consentimiento |
| Bielorrusia                  | 10 de febrero de 1967 (M)                                                   | 31 de octubre de 1967 (M)                                                            | Ratificación   |
| Bélgica                      | 27 de enero de 1967 (L, M) 2 de febrero de 1967 (W)                         | 30 de marzo de 1973 (W) 31 de marzo de 1973 (L, M)                                   | Ratificación   |
| Benín                        |                                                                             | 19 de junio de 1986 (M) 2 de julio de 1986 (L) 7 de julio de 1986 (W)                | Consentimiento |
| Brasil                       | 30 de enero de 1967 (M) 2 de febrero de 1967 (L, W)                         | 5 de marzo de 1969 (L, M, W)                                                         | Ratificación   |
| Bulgaria                     | 27 de enero de 1967 (L, M, W)                                               | 28 de marzo de 1967 (M) 11 de abril de 1967 (W) 19 de abril de 1967 (L)              | Ratificación   |
| Burkina Fasso                | 3 de marzo de 1967 (W)                                                      | 18 de junio de 1968 (W)                                                              | Ratificación   |
| Canadá                       | 27 de enero de 1967 (L, M, W)                                               | 10 de octubre de 1967 (L, M, W)                                                      | Ratificación   |
| Chile                        | 27 de enero de 1967 (W) 3 de febrero de 1967 (L) 20 de febrero de 1967 (M)  | 8 de octubre de 1981 (W)                                                             | Ratificación   |
| China                        |                                                                             | 30 de diciembre de 1983 (W) 6 de enero de 1984 (M) 12 de enero de 1984 (L)           | Consentimiento |
| Cuba                         |                                                                             | 3 de junio de 1977 (M)                                                               | Consentimiento |
| Chipre                       | 27 de enero de 1967 (W) 15 de febrero de 1967 (M) 16 de febrero de 1967 (L) | 5 de julio de 1972 (L, W) 20 de septiembre de 1972 (M)                               | Ratificación   |
| República Checa              |                                                                             | 1 de enero de 1993 (M, W) 29 de septiembre de 1993 (L)                               | Sucesión de    |
| Dinamarca                    | 27 de enero de 1967 (L, M, W)                                               | 10 de octubre de 1967 (L, M, W)                                                      | Ratificación   |
| República Dominicana         | 27 de enero de 1967 (W)                                                     | 21 de noviembre de 1968 (W)                                                          | Ratificación   |
| Ecuador                      | 27 de enero de 1967 (W) 16 de mayo de 1967 (L) 7 de junio de 1967 (M)       | 7 de marzo de 1969 (W)                                                               | Ratificación   |
| Egipto                       | 27 de enero de 1967 (M, W)                                                  | 10 de octubre de 1967 (W) 23 de enero de 1968 (M)                                    | Ratificación   |
| El Salvador                  | 27 de enero de 1967 (W)                                                     | 15 de enero de 1969 (W)                                                              | Ratificación   |
| Guinea Ecuatorial            |                                                                             | 16 de enero de 1989 (M)                                                              | Consentimiento |
| Estonia                      |                                                                             | 19 de abril de 2010 (M)                                                              | Consentimiento |
| Fiyi                         |                                                                             | 18 de julio de 1972 (W) 14 de agosto de 1972 (L) 29 de agosto de 1972 (M)            | Sucesión de    |
| Finlandia                    | 27 de enero de 1967 (L, M, W)                                               | 12 de julio de 1967 (L, M, W)                                                        | Ratificación   |
| Francia                      | 25 de septiembre de 1967 (L, M, W)                                          | 5 de agosto de 1970 (L, M, W)                                                        | Ratificación   |
| Alemania                     | 27 de enero de 1967 (L, M, W)                                               | 10 de febrero de 1971 (L, W)                                                         | Ratificación   |
| Grecia                       | 27 de enero de 1967 (W)                                                     | 19 de enero de 1971 (L)                                                              | Ratificación   |
| Guinea-Bissau                |                                                                             | 20 de agosto de 1976 (M)                                                             | Consentimiento |
| Hungría                      | 27 de enero de 1967 (L, M, W)                                               | 26 de junio de 1967 (L, M, W)                                                        | Ratificación   |
| Islandia                     | 27 de enero de 1967 (L, M, W)                                               | 5 de febrero de 1968 (L, M, W)                                                       | Ratificación   |
| India                        | 03 de marzo de 1967 (L, M, W)                                               | 18 de enero de 1982 (L, M, W)                                                        | Ratificación   |
| Indonesia                    | 27 de enero de 1967 (W) 30 de enero de 1967 (M) 14 de febrero de 1967 (L)   | 25 de junio de 2002 (L)                                                              | Ratificación   |
| Iraq                         | 27 de febrero de 1967 (L, W) 9 de marzo de 1967 (M)                         | 4 de diciembre de 1968 (M) 23 de septiembre de 1969 (L)                              | Ratificación   |
| Irlanda                      | 27 de enero de 1967 (L, W)                                                  | 17 de julio de 1968 (W) 19 de julio de 1968 (L)                                      | Ratificación   |
| Israel                       | 27 de enero de 1967 (L, M, W)                                               | 18 de febrero de 1977 (W) 1 de marzo de 1977 (L) 4 de abril de 1977 (M)              | Ratificación   |
| Italia                       | 27 de enero de 1967 (L, M, W)                                               | 04 de mayo de 1972 (L, M, W)                                                         | Ratificación   |
| Jamaica                      | 29 de junio de 1967 (L, M, W)                                               | 06 de agosto de 1970 (W) 10 de agosto de 1970 (L) 21 de agosto de 1970 (M)           | Ratificación   |
| Japón                        | 27 de enero de 1967 (L, M, W)                                               | 10 de octubre de 1967 (L, M, W)                                                      | Ratificación   |
| Kazajistán                   |                                                                             | 11 de junio de 1998 (M)                                                              | Consentimiento |
| Kenia                        |                                                                             | 19 de enero de 1984 (L)                                                              | Consentimiento |
| Corea del Norte              |                                                                             | 5 de marzo de 2009 (M)                                                               | Consentimiento |
| Corea del Sur                | 27 de enero de 1967 (W)                                                     | 13 de octubre de 1967 (W)                                                            | Ratificación   |
| Kuwait                       |                                                                             | 7 de junio de 1972 (W) 20 de junio de 1972 (L) 4 de julio de 1972 (M)                | Consentimiento |
| Laos                         | 27 de enero de 1967 (W) 30 de enero de 1967 (L) 02 de febrero de 1967 (M)   | 27 de noviembre de 1972 (M) 29 de noviembre de 1972 (W) 15 de enero de 1973 (L)      | Ratificación   |
| Líbano                       | 23 de febrero de 1967 (L, M, W)                                             | 31 de marzo de 1969 (L, M) 30 de junio de 1969 (W)                                   | Ratificación   |
| Libia                        |                                                                             | 3 de julio de 1968 (W)                                                               | Consentimiento |
| Lituania                     |                                                                             | 25 de marzo de 2013 (W)                                                              | Consentimiento |
| Luxemburgo                   | 27 de enero de 1967 (M, W) 31 de enero de 1967 (L)                          | 17 de enero de 2006 (L, M, W)                                                        | Ratificación   |
| Madagascar                   |                                                                             | 22 de agosto de 1968 (W)                                                             | Consentimiento |
| Mali                         |                                                                             | 11 de junio de 1968 (M)                                                              | Consentimiento |
| Mauricio                     |                                                                             | 7 de abril de 1969 (W) 21 de abril de 1969 (L) 13 de mayo de 1969 (M)                | Sucesión de    |
| México                       | 27 de enero de 1967 (L, M, W)                                               | 31 de enero de 1968 (L, M, W)                                                        | Ratificación   |
| Mongolia                     | 27 de enero de 1967 (M)                                                     | 10 de octubre de 1967 (M)                                                            | Ratificación   |
| Marruecos                    |                                                                             | 21 de diciembre de 1967 (L, M) 22 de diciembre de 1967 (W)                           | Consentimiento |
| Birmania                     | 22 de mayo de 1967 (L, M, W)                                                | 18 de marzo de 1970 (L, M, W)                                                        | Ratificación   |
| Nepal                        | 3 de febrero de 1967 (M, W) 6 de febrero de 1967 (L)                        | 10 de octubre de 1967 (L) 16 de octubre de 1967 (M) 22 de noviembre de 1967 (W)      | Ratificación   |
| Holanda                      | 10 de febrero de 1967 (L, M, W)                                             | 10 de octubre de 1969 (L, M, W)                                                      | Ratificación   |
| Nueva Zelanda                | 27 de enero de 1967 (L, M, W)                                               | 31 de mayo de 1968 (L, M, W)                                                         | Ratificación   |
| Níger                        | 1 de febrero de 1967 (W)                                                    | 17 de abril de 1967 (L) 3 de mayo de 1967 (W)                                        | Ratificación   |
| Nigeria                      |                                                                             | 14 de noviembre de 1967 (L)                                                          | Consentimiento |
| Noruega                      | 3 de febrero de 1967 (L, M, W)                                              | 1 de julio de 1969 (L, M, W)                                                         | Ratificación   |
| Pakistán                     | 12 de septiembre de 1967 (L, M, W)                                          | 8 de abril de 1968 (L, M, W)                                                         | Ratificación   |
| Papúa Nueva Guinea           |                                                                             | 27 de octubre de 1980 (L) 13 de noviembre de 1980 (M) 16 de marzo de 1981 (W)        | Sucesión de    |
| Paraguay                     |                                                                             | 22 de diciembre de 2016 (L)                                                          | Consentimiento |
| Perú                         | 30 de junio de 1967 (W)                                                     | 28 de febrero de 1979 (M) 1 de marzo de 1979 (L) 21 de marzo de 1979 (W)             | Ratificación   |
| Polonia                      | 27 de enero de 1967 (L, M, W)                                               | 30 de enero de 1968 (L, M, W)                                                        | Ratificación   |
| Portugal                     |                                                                             | 29 de mayo de 1996 (L)                                                               | Consentimiento |
| Qatar                        |                                                                             | 13 de marzo de 2012 (W)                                                              | Consentimiento |
| Rumanía                      | 27 de enero de 1967 (L, M, W)                                               | 9 de abril de 1968 (L, M, W)                                                         | Ratificación   |
| Rusia                        | 27 de enero de 1967 (L, M, W)                                               | 10 de octubre de 1967 (L, M, W)                                                      | Ratificación   |
| San Vicente y las Granadinas |                                                                             | 13 de mayo de 1999 (L)                                                               | Sucesión de    |
| San Marino                   | 21 de abril de 1967 (W) 24 de abril de 1967 (L) 6 de junio de 1967 (M)      | 29 de octubre de 1968 (W) 21 de noviembre de 1968 (M) 3 de febrero de 1969 (L)       | Ratificación   |
| Arabia Saudí                 |                                                                             | 17 de diciembre de 1976 (W)                                                          | Consentimiento |
| Seychelles                   |                                                                             | 5 de enero de 1978 (L)                                                               | Consentimiento |
| Sierra Leona                 | 27 de enero de 1967 (L, M) 16 de mayo de 1967 (W)                           | 13 de julio de 1967 (M) 14 de julio de 1967 (W) 25 de octubre de 1967 (L)            | Ratificación   |
| Singapur                     |                                                                             | 10 de septiembre de 1976 (L, M, W)                                                   | Consentimiento |
| Eslovaquia                   |                                                                             | 1 de enero de 1993 (M, W) 17 de mayo de 1993 (L)                                     | Sucesión de    |
| Sudáfrica                    | 1 de marzo de 1967 (W)                                                      | 30 de septiembre de 1968 (W) 8 de octubre de 1968 (L) 14 de noviembre de 1968 (M)    | Ratificación   |
| España                       |                                                                             | 27 de noviembre de 1968 (L) 7 de diciembre de 1968 (W)                               | Consentimiento |
| Sri Lanka                    | 10 de marzo de 1967 (L)                                                     | 18 de noviembre de 1986 (L, M, W)                                                    | Ratificación   |
| Suecia                       | 27 de enero de 1967 (L, M, W)                                               | 11 de octubre de 1967 (L, M, W)                                                      | Ratificación   |
| Suiza                        | 27 de enero de 1967 (L, W) 30 de enero de 1967 (M)                          | 18 de diciembre de 1969 (L, M, W)                                                    | Ratificación   |
| Siria                        |                                                                             | 19 de noviembre de 1968 (M)                                                          | Consentimiento |
| Tailandia                    | 27 de enero de 1967 (L, M, W)                                               | 5 de septiembre de 1968 (L) 9 de septiembre de 1968 (M) 10 de septiembre de 1968 (W) | Ratificación   |
| Togo                         | 27 de enero de 1967 (W)                                                     | 26 de junio de 1989 (W)                                                              | Ratificación   |
| Tonga                        |                                                                             | 22 de junio de 1971 (M) 7 de julio de 1971 (L, W)                                    | Sucesión de    |
| Túnez                        | 27 de enero de 1967 (L, W) 15 de febrero de 1967 (M)                        | 28 de marzo de 1968 (L) 4 de abril de 1968 (M) 17 de abril de 1968 (W)               | Ratificación   |
| Turquía                      | 27 de enero de 1967 (L, M, W)                                               | 27 de marzo de 1968 (L, M, W)                                                        | Ratificación   |
| Uganda                       |                                                                             | 24 de abril de 1968 (W)                                                              | Consentimiento |
| Ucrania                      | 10 de febrero de 1967 (M)                                                   | 31 de octubre de 1967 (M)                                                            | Ratificación   |
| Emiratos Árabes Unidos       |                                                                             | 4 de octubre de 2000 (W)                                                             | Consentimiento |
| Reino Unido                  | 27 de enero de 1967 (L, M, W)                                               | 10 de octubre de 1967 (L, M, W)                                                      | Ratificación   |
| Estados Unidos               | 27 de enero de 1967 (L, M, W)                                               | 10 de octubre de 1967 (L, M, W)                                                      | Ratificación   |
| Uruguay                      | 27 de enero de 1967 (W) 30 de enero de 1967 (M)                             | 31 de agosto de 1970 (W)                                                             | Ratificación   |
| Venezuela                    | 27 de enero de 1967 (W)                                                     | 3 de marzo de 1970 (W)                                                               | Ratificación   |
| Vietnam                      |                                                                             | 20 de junio de 1980 (M)                                                              | Consentimiento |
| Yemen                        |                                                                             | 1 de junio de 1979 (M)                                                               | Consentimiento |
| Zambia                       |                                                                             | 20 de agosto de 1973 (W) 21 de agosto de 1973 (M) 28 de agosto de 1973 (L)           | Consentimiento |

### Estados que han firmado y no han ratificado
- Bután
- República Centroafricana
- Comoras
- Guinea Ecuatorial
- Granada
- Kiribati
- Liberia
- Liechtenstein
- Ruanda
- Santo Tomé y Príncipe
- Somalia
- Sudán del Sur
- Irán
- Kosovo